# Börje Hanssen
Sten Olof Börje Hanssen, född 11 augusti 1917 i Stockholm, död 29 november 1979, var en svensk sociolog och etnolog.
Efter studentexamen i Örebro 1937 blev Hanssen filosofie kandidat vid Stockholms högskola 1941, filosofie licentiat 1947, filosofie doktor 1952, e.o. docent i sociologi vid Stockholms högskola 1955 och var docent i nordisk och jämförande folklivsforskning vid Stockholms universitet från 1961. Han var fellow vid Center for Advanced Study vid Stanford University 1957–58. Han var innehavare av Vinterleds avelsgård och kläckningsanstalt för broilers från 1959. 
Utöver doktorsavhandlingen Österlen (1952) författade Hanssen skrifter i socialhistoriska ämnen och lämnade viktiga bidrag till Gregor Paulssons "Svensk stad". Han bidrog med kapitlet "Näringar och handel" i boken Strängnäs stads historia från 1959.